# Leyla Şaylemez
Leyla Şaylemez o Leyla Söylemez, coneguda pel nom de guerra «Rohanni» (en català: "Espiritual"), (Mersin, 1 de gener de 1989 - París, 9 de gener de 2013) fou una advocada i activista política kurda, membre del Partit dels Treballadors del Kurdistan (PKK). Morí assassinada de trets de pistola el 9 de gener de 2013 a París, amb dues altres activistes kurdes més, Sakîne Cansiz i Fidan Doğan.

## Orígens
Nasqué l'1 de gener de 1989 a Mersin, localitat situada al sud-oest del Kurdistan sota dominació turca, si bé la seva família fou expulsada del seu lloc d'origen, Lice, a la província de Diyarbakır, poc abans del seu naixement. Quan els soldats turcs cremaren la ciutat de Lice, Şaylemez era tot just un nadó. Als 10 anys patí una nova deportació amb la seva família i, pogué continuar la seva educació al municipi alemany de Halle an der Salle, on emigrà amb els pares i sis germans. Adquirí interès i coneixements sobre la història i la política del Kurdistan gràcies al seu pare. S'involucrà en activitats cultural de l'Institut Kurd i tingué un ressò notori com a activista juvenil entre la comunitat kurda de París.

## Mort
Entre les 18h i les 19h del 9 de gener de 2013 fou assassinada a la capital francesa, juntament amb Sakîne Cansiz i Fidan Doğan. Fou víctima d'un tret al cap d'una arma silenciosa al Centre d'Informació del Kurdistan, prop de l'estació de París Nord (Gare du Nord). Després de l'assassinat, la policia francesa procedí a la detenció i posterior processament d'Ömer Güney, també membre del PKK, principal sospitós del triple assassinat. Un oficial de policia francesa digué que els assassinats podien ser una revenja interior. Després de la detenció d'Ömer Güney, el president del Consell Executiu del PKK, Murat Karayılan, manifestà que darrere l'assassinat s'hi trobava l'OTAN, Turquia i la Xarxa Ergenekon. Ömer Güney morí el desembre de 2016 a la presó per una malaltia al cervell, sense que el cas hagués començat en cap tribunal.
Els assassinats ocorregueren durant una època de negociacions entre el govern turc i dirigents del PKK, com ara Öcalan. Activistes del PKK de París consideraren els fets com un intent de les «forces fosques» de l'interior del govern turc per a fer descarrilar aquestes negociacions. El PKK culpà directament el govern de Turquia dels assassinats. Els oficials turcs assenyalaren com a causa els freqüents conflictes interns del PKK, amb el diari turc Hürriyet plantejant la disputa entre Sakîne Cansiz i Bahoz Erdal, el presumpte comandant de l'ala militar del PKK. El ministre d'interior francès Manuel Valls anuncià que les tres dones foren totes assassinades seguint el mètode d'execució.
Dos dies després de l'assassinat, la policia francesa procedí a la detenció i posterior processament d'Ömer Güney, també membre del PKK, principal sospitós del triple assassinat. Un oficial de policia francesa digué que els assassinats podien ser una revenja interior. El fiscal François Molins conclogué que les càmeres de vigilància mostraren que Ömer Güney era a dins del Centre d'Informació del Kurdistan en el moment de l'assassinat. Després de la detenció d'Ömer Güney, el president del Consell Executiu del PKK, Murat Karayılan, manifestà que darrere l'assassinat s'hi trobava l'OTAN, Turquia i la Xarxa Ergenekon. Ömer Güney morí el 17 de desembre de 2016 a l'Hospital de la Pitié-Salpêtrière de París per un tumor cerebral, sense que el cas hagués començat a ser jutjat en cap tribunal.

## Funeral
El seu cos, juntament amb el de les altres dues militants assassinades, fou traslladat de París a Istanbul el 16 de gener de 2013 i transferit posteriorment a Diyarbakır. El 17 de gener de 2013 s'organitzà en aquesta ciutat kurda la cerimònia de funeral a les tres víctimes, acte al que assistiren desenes de milers de kurds. Cadascuna fou enterrada al seu poble natal: Cansiz a Tunceli, Doğan a Maraix, i Şaylemez a Mersin.

### Reaccions
Tant Turquia com França condemnaren els assassinats de les tres dones. El Primer ministre turc Recep Tayyip Erdoğan suggerí que els assassinats varen ser per dues raons possibles: 1) fer descarrilar les negociacions actuals o 2) portar a terme una execució interna dins del PKK. El vice-primer ministre i portaveu del govern Bülent Arınç condemnà l'atac i expressà el seu condol.